# Cliff Carlisle
Cliff Carlisle (1903. május 6. – 1983. április 5.) amerikai country- és blueszenész, énekes és dalszerző. Carlisle jódlizó volt, és úttörője a hawaii steel gitár használatának a countryzenében. A countryzene sztárjának, Bill Carlisle-nak a testvére.

## Életrajza
Carlisle a Kentucky állambeli Taylorsville-ben született, és 16 évesen kezdett el fellépni helyben az unokatestvérével, Lillian Truax-szal. Truax házassága véget vetett az együttesnek, Carlisle pedig Wilber Ball gitárossal és tenorharmonikussal kezdett játszani. Az 1920-as években ketten gyakran turnéztak az Egyesült Államokban, ahol vaudeville- és cirkuszszínpadokon játszottak.
Cliff és Ball 1930-ban játszott először a Louisville-i, Kentucky állambeli WHAS-AM rádióállomáson, ami helyi sztárokká tette őket, és még abban az évben felvételt készítettek a Gennett Records és a Champion Records számára. 1931-ben Jimmie Rodgersszel készítettek felvételt. 1931 vége felé Carlisle leszerződött az ARC-vel, és több rádióállomáson is fellépési lehetőséget kapott, többek között a WBT-AM-en az észak-karolinai Charlotte-ban, a WLS-AM-en Chicagóban és a WLW-AM-en az ohiói Cincinnatiben. Cliff bátyja, Bill Carlisle lett a gitárosa, miután Ball 1934-ben elhagyta. Az 1930-as években Carlisle, aki az 1934 és 1936 közötti szünet ellenére nagy mennyiségű anyagot rögzített, gyakran adott ki szexuális felhangú dalokat, beleértve a "barnyard metaforákat" (ami egyfajta védjegyévé vált).
Carlisle a fiával, „Sonny Boy Tommy”-val turnézott, a hatóságok időnkénti megrökönyödésére azokon a területeken, ahol ez a helyi gyermekmunkára vonatkozó törvényekbe ütközött. A Tennessee állambeli Memphisben a WMPS-AM rádióban még néhány évig koncertezett az 1940-es években, de az 1950-es évekre visszavonult a zenéléstől.
Az 1960-as években a The Rooftop Singers feldolgozta a „Tom Cat Blues” című dallamát; ennek nyomán Carlisle és Ball néhány újraegyesítő koncertet adott együtt, és felvételt készített a Rem Records számára. 1983. április 2-án, 79 éves korában Carlisle meghalt a Kentucky állambeli Lexingtonban.

## Örökség
Carlisle 1933-as „Goin» Down The Road Feelin« Bad” című dala szerepel a 2017-es Getting Over It with Bennett Foddy című videojátékban.

## Diszkográfia

### Zeneszámok
| Év                              | Cím                                                                          | Megjegyzések                                          |
| ------------------------------- | ---------------------------------------------------------------------------- | ----------------------------------------------------- |
| Gennett Records                 |                                                                              |                                                       |
| 1930                            | My Carolina Sunshine Girl / Down In Jail On My Knees                         |                                                       |
| 1930                            | Desert Blues / Blue Yodel No.6                                               | Bill Carlisle-lel                                     |
| 1930 (?)                        | I'm Lonely and Blue / I'm On My Way To Lonesome Valley                       |                                                       |
| Champion Records                |                                                                              |                                                       |
| 1930                            | Just A Lonely Hobo / Virginia Blues                                          |                                                       |
| 1930                            | Crazy Blues / Hobo Blues                                                     | Bill Carlisle-lel                                     |
| 1930                            | No Daddy Blues / Brakeman's Blues                                            | Brakeman's Blues Jimmie Rodgers-től                   |
| 1931                            | Box Car Blues / The Brakeman's Reply                                         | J. Boone álnév alatt                                  |
| 1931                            | High Steppin' Mama / Alone and Lonesome                                      |                                                       |
| 1931                            | Hobo Jack's Last Ride / The Written Letter                                   | Bill Carlisle-lel a The Carlisle Brothers formációban |
| 1931                            | Nobody Wants Me / The Plea Of A Mother                                       | Bill Carlisle-lel a The Carlisle Brothers formációban |
| 1931                            | Come Back Sweetheart / Memories That Haunt Me                                | Bill Carlisle-lel a The Carlisle Brothers formációban |
| 1931                            | She's Waiting For Me / The Cowboy's Song                                     | Bill Carlisle-lel a The Carlisle Brothers formációban |
| 1931                            | The Fatal Run / Memories That Make Me Cry                                    | Bill Carlisle-lel a The Carlisle Brothers formációban |
| Conqueror Records               |                                                                              |                                                       |
| 1931                            | Shanghai Rooster Yodel / Going Back To Alabama                               |                                                       |
| 1931                            | Memories That Make Me Cry / Dear Old Daddy                                   |                                                       |
| 1931                            | Alone and Lonesome / Where Southern Roses Climb                              |                                                       |
| 1931                            | Box Car Yodel / Modern Mama                                                  |                                                       |
| 1931                            | Birmingham Jail No.2 / Just A Lonely Hobo                                    |                                                       |
| 1931                            | The Written Letter / I Don't Mind                                            |                                                       |
| 1931                            | My Rocky Mountain Sweetheart / Lonely Valley                                 |                                                       |
| 1931                            | Guitar Blues / I Want A Good Woman                                           |                                                       |
| 1932                            | Memories That Haunt Me / Seven Years With The Wrong Woman                    |                                                       |
| 1932 (?)                        | Childhood Dreams / Memories That Make Me Cry                                 |                                                       |
| 1932                            | The Brakeman's Reply / Hobo Jack's Last Ride                                 |                                                       |
| 1932                            | Roll In Blue Moon / When It's Roundup Time In Texas                          |                                                       |
| 1933                            | The Rustler's Fate / The Little Dobie Shack                                  | Bill Carlisle-lel a The Carlisle Brothers formációban |
| 1933                            | Goin' Down The Road Feelin' Bad / Dang My Rowdy Soul                         |                                                       |
| 1933                            | Don't Marry The Wrong Woman / The Vacant Cabin Door                          |                                                       |
| 1933                            | Rambling Jack / Wreck Of Freight No. 52                                      |                                                       |
| 1933                            | Blue Eyes / On The Banks Of The Rio Grande                                   |                                                       |
| 1933                            | I'm Glad I'm A Hobo / Gambling Dan                                           |                                                       |
| 1933                            | That Ramshackle Shack On The Hill / End Of Memory Lane                       | Bill Carlisle-lel a The Carlisle Brothers formációban |
| 1933                            | Looking For Tomorrow / Where Romance Calls                                   |                                                       |
| 1933                            | Louisiana Blues / Fussin' Mama                                               | Bill Carlisle-lel                                     |
| 1933                            | I'm Traveling Live Along / Sunshine and Daisies                              |                                                       |
| 1934                            | Hen Pecked Man / Chicken Roost Blues                                         |                                                       |
| Montgomery Ward                 |                                                                              |                                                       |
| 1936                            | Rambling Yodeler / Cowboy Johnnie's Last Ride                                |                                                       |
| 1936                            | A Wild Cat Woman and A Tom Cat Man / Look Out, I'm Shifting Gears            |                                                       |
| 1936                            | A Stretch Of 28 Years / My Lovin' Cathleen                                   |                                                       |
| 1936                            | Handsome Blues / In A Box Car Around The World                               | Bill Carlisle-lel a The Carlisle Brothers formációban |
| 1936 (?)                        | When The Cactus Is In Bloom / My Lonely Boyhood Days                         | Lallaby Larkers álnév alatt                           |
| 1936                            | You'll Miss Me When I'm Gone / When The Evening Sun Goes Down                |                                                       |
| 1936                            | Flower Of The Valley / A Little White Rose                                   | Sonny Boy Tommy-val (Tommy Carlisle)                  |
| 1936                            | I'm Saving Saturday Night For You / Waiting For A Ride                       |                                                       |
| 1936                            | It Takes An Old Hen To Deliver The Goods / When I Feel Froggie I'm Gonna Hop |                                                       |
| 1936                            | The Nasty Swing / It Ain't No Fault Of Mine                                  |                                                       |
| 1937                            | Ridin' That Lonesome Trail / They Say It's The end Of The Trail              |                                                       |
| 1937                            | There's A Lamp In The Window Tonight / New Memories Of You That Haunt Me     |                                                       |
| 1937                            | Sweet As The Roses Of Spring / Just A Little Bit Of Loving From You          |                                                       |
| 1937                            | Rocky Road / Pay Day Fight                                                   |                                                       |
| 1937                            | Cowboy's Dying Dream / Pan American Dream                                    |                                                       |
| 1937                            | Waiting For A Ride / Your Saddle Is Empty Tonight                            |                                                       |
| 1937                            | When My Memory Lies / Lonely                                                 |                                                       |
| 1937                            | Rooster Blues / Troubled Minded Blues                                        |                                                       |
| 1937                            | Blue Dreams / Hobo's Fate                                                    |                                                       |
| Bluebird Records                |                                                                              |                                                       |
| 1937                            | Pan American Man / ?                                                         |                                                       |
| 1937                            | Riding The Blinds / New Memories Of You That Haunt Me                        |                                                       |
| 1937                            | Your Saddle Is Empty Tonight / Cowboy's Dying Dream                          |                                                       |
| 1938                            | Why Did The Blue Sky Turn Gray / The Shack By The Side Of The Road           |                                                       |
| RCA Records                     |                                                                              |                                                       |
| ?                               | A Mean Mama Don't Worry Me / Why Did It Have To Be Me?                       |                                                       |
| ?                               | Devil's Train / Scars Upon My Heart                                          |                                                       |
| ?                               | Death By The Roadside / You Just Wait and See                                |                                                       |
| ?                               | I Didn't Have Time / You Couldn't Be True If You Tried                       |                                                       |
| ?                               | You Can't Erase A Memory / All The World Is Lonely                           |                                                       |
| Decca Records Bill Carlisle-lel |                                                                              |                                                       |
| 1938                            | Over By The Chrystal Sea / The Great Judgement Day                           |                                                       |
| 1938                            | Are You Going To Leave Me / The Girl I Left So Blues                         |                                                       |
| 1938                            | Wreck Of The Happy Valley / Weary Traveller with Sonny Boy Tommy             |                                                       |
| 1938                            | Moonlight Blues / Big At The Little Bottom A                                 |                                                       |
| 1938                            | Two Eyes In The Tennessee / Lonely Little Orphan Girl                        |                                                       |
| 1938                            | Trouble On My Mind / Nevada Johnnie                                          |                                                       |
| 1938                            | No Drunkard Can Enter / I'm On My Way To The Promised Land                   |                                                       |
| 1938                            | When The Angels Carry Me Home / Home Of The Soul                             | Sonny Boy Tommy-val (Tommy Carlisle)                  |
| 1938                            | No Letter In The Mail Today / Drifting                                       |                                                       |
| 1938                            | I'm Just A Rambling Man / Blue Dreams                                        |                                                       |
| 1938                            | My Old Home Place / Flower Of My Dream                                       |                                                       |
| 1938                            | Where Are The Pals Of Long Ago / When We Meet Again                          |                                                       |
| 1938                            | I'm Heading For Some Home, Sweet Home / If Jesus Should Come                 |                                                       |
| 1938                            | Wabash Cannonball / Sparkling Blue Eyes                                      | Carlisle's Kentucky Boys formációban                  |
| 1939                            | Unclouded Sky / Far Beyond The Starry Sky                                    |                                                       |
| 1939                            | Mouse Been Messin' Around / Ditty Wah Ditty                                  |                                                       |
| 1939                            | Footprints In The Snow / My Little Sadie                                     |                                                       |
| 1939                            | Roll On Old Troubles / I Dreamed I Searched Heaven                           |                                                       |
| 1939                            | Black Jack David / Makes No Differences What Live Will Bring                 | Carlisle Buckle Busters formációban                   |
| 1939                            | Sally Let Your Bangs Hang / Little Pal                                       |                                                       |

### Albumok
- 1963: A Country Kind Of Songs and Hymns
- 1964: Maple On The Hill
- 1965: Cliff Carlisle
- 1965: Carlisle Family Album - Old Time Great Hymns (The Carlisle Family)
- 1965: Cliff Carlisle Vol. 1+2

## Fordítás
Ez a szócikk részben vagy egészben  a   Cliff Carlisle című angol Wikipédia-szócikk ezen változatának fordításán alapul.  Az eredeti cikk szerkesztőit annak laptörténete sorolja fel. Ez a jelzés csupán a megfogalmazás eredetét és a szerzői jogokat jelzi, nem szolgál a cikkben szereplő információk forrásmegjelöléseként.